# Kokas László
Kokas László (Öttevény, 1943. november 19. –) magyar színész, operetténekes, tanár.

## Életpálya
Öttevényen született, 1943. november 19-én. Az ELTE Bölcsészettudományi Karán szerzett történelem–orosz szakos tanári diplomát 1967-ben, mellette megszerezte színészi diplomáját is. 1974-ben végzett a Színház- és Filmművészeti Főiskola operett-musical osztályában, Vámos László tanítványaként. Abban az évben a Fővárosi Operettszínházhoz szerződött, és 1992-ig a tagja volt. Operettek és musicalek tenorszerepeit alakította. A társulat külföldi turnéin rendszeresen részt vett 1986-tól. Német és magyar nyelvű előadásaikkal bejárták szinte az egész világot. (USA, Kanada, Svájc, Japán, Németország stb). 1993-tól a Művészház Kft. Magánszínházi Társulás tagja, illetve szabadfoglalkozású színművész. Játszott illetve játszik többek között a Békéscsabai Jókai Színházban, a Gyulai Várszínházban, a Soproni Petőfi Színházban, a Váci Dunakanyar Színházban, a Kőszegi Várszínházban, a Budaörsi Latinovits Színházban, Karinthy Színházban, a Turay Ida Színházban és a Veres 1 Színházban is. 

## Magánélete
Felesége Halász Aranka színésznő, lánya Kokas Piroska színésznő, fia Kokas Ferenc közgazdász.

## Fontosabb színházi szerepei
- Leonard Bernstein: West Side Story... Tony (Fővárosi Operettszínház)
- Kacsóh Pongrác: János vitéz... Kukorica Jancsi  (Fővárosi Operettszínház)
- Jacques Offenbach: Orfeusz az alvilágban... Orfeusz (Fővárosi Operettszínház)
- Kálmán Imre: Csárdáskirálynő... közjegyző  (Fővárosi Operettszínház)
- Kálmán Imre: Marica grófnő... Kudelka (Fővárosi Operettszínház) (Turay Ida Színház) (Városmajori Szabadtéri Színpad, a Karinthy Színház és a Dáma Díva Művészeti Társaság közös produkciója) (Kőszegi Várszínház)
- Kálmán Imre: Marica grófnő... Kudelka bácsi (Budaörsi Latinovits Színház)
- Kálmán Imre: Cigányprímás... Kadó (Békéscsabai Jókai Színház) (Gyulai Várszínház)
- Kálmán Imre: Cirkuszhercegnő... Sergius Wladimir nagyherceg; Pelikán (Fővárosi Operettszínház)
- Kálmán Imre: Cirkuszhercegnő... Pelikán (Soproni Petőfi Színház)
- Franz von Suppé: Boccaccio... Leonetto (Fővárosi Operettszínház)
- Johann Strauss: A denevér... Orlovszky; Blind; Frosch (Fővárosi Operettszínház)
- Johann Strauss: A denevér... Blind (Városmajori Szabadtéri Színpad)
- Jerry Bock – Sheldon Hernick: Hegedűs a háztetőn... Mótel (Fővárosi Operettszínház)
- Lehár Ferenc: Cigányszerelem... Gergely; Mihály (Fővárosi Operettszínház)
- Lehár Ferenc: A mosoly országa... Lichtenfels gróf (Békéscsabai Jókai Színház) (Fővárosi Operettszínház)
- George Gershwin – Ira Gershwin – Ken Ludwig: Crazy for you... Everett Baker (Fővárosi Operettszínház)
- Huszka Jenő: Mária főhadnagy... Jancsó Bálint (Fővárosi Operettszínház)
- Huszka Jenő: Mária főhadnagy... Simonich (Turay Ida Színház)
- Alan Jay Lerner – Frederick Loewe: My fair Lady... Freddy (Fővárosi Operettszínház)
- Wolfgang Amadeus Mozart: Figaro lakodalma... Basilio; Curzio (Fővárosi Operettszínház)
- Georges Bizet: Carmen... Remendado (Fővárosi Operettszínház)
- Stanislaw Wyspianski: A magyar menyegző... Kismarty István(paplaki bíró) (Békéscsabai Jókai Színház)
- Huszka Jenő – Martos Ferenc: Lili bárónő... Malomszeghy báró (Turay Ida Színház) (Váci Dunakanyar Színház)
- Ábrahám Pál: Bál a Savoyban... Pomerol (Békéscsabai Jókai Színház)
- Hervé – Henrik Meilhac – Albert Millaud: Nebáncsvirág... Alfred Chateau őrnagy (Vigyázó Sándor Művelődési Ház) (Soproni Petőfi Színház)
- Szirmai Albert – Bakonyi Károly: Mágnás Miska... Korláthy gróf (Veres 1 Színház)

## Vendégjáték
A Fővárosi Operettszínház társulatával 1986-tól évente, - turnék, német és magyar nyelven, az alább felsorolt országokban:
- USA
- Kanada
- Japán
- Ausztria
- Németország
- Svájc
- Olaszország

## Filmek, tv
- Barátok közt (2008–2009)
- Sir John Falstaff (1977)
- Éljen az egyenlőség (1980)
- Egy csók és más semmi (Zenés Tv-színház) (1975)
- Boccaccio (Zenés Tv-színház) (1978)
- Lót (Zenés Tv-színház) (1985)
- Három a kislány (Zenés Tv-színház) (1988)